# Rörmyrtjärnen, Hälsingland
Rörmyrtjärnen är en sjö i Söderhamns kommun i Hälsingland och ingår i Ljusnan-Skärjåns kustområde.